# Episodi di Baby Sitter (terza stagione)
La terza stagione della serie televisiva Baby Sitter è stata trasmessa in anteprima negli Stati Uniti d'America in syndication tra il 2 gennaio 1988 e il 26 novembre 1988.
| nº | Titolo originale          | Titolo italiano | Prima TV USA      | Prima TV Italia |
| -- | ------------------------- | --------------- | ----------------- | --------------- |
| 1  | Yule Laff                 |                 | 2 gennaio 1988    |                 |
| 2  | Piece of Cake             |                 | 9 gennaio 1988    |                 |
| 3  | Dorm Warnings             |                 | 16 gennaio 1988   |                 |
| 4  | Speechless                |                 | 23 gennaio 1988   |                 |
| 5  | Infatuation               |                 | 30 gennaio 1988   |                 |
| 6  | Role Model                |                 | 6 febbraio 1988   |                 |
| 7  | The Extremely Odd Couple  |                 | 13 febbraio 1988  |                 |
| 8  | Poppa, the Sailor Man     |                 | 20 febbraio 1988  |                 |
| 9  | Bottle Baby               |                 | 27 febbraio 1988  |                 |
| 10 | Dear Charles              |                 | 5 marzo 1988      |                 |
| 11 | The Pickle Plot           |                 | 30 aprile 1988    |                 |
| 12 | The Buddy System          |                 | 7 maggio 1988     |                 |
| 13 | Sarah Steps Out           |                 | 14 maggio 1988    |                 |
| 14 | Trading Papers            |                 | 21 maggio 1988    |                 |
| 15 | Five Easy Pizzas          |                 | 28 maggio 1988    |                 |
| 16 | Getting In                |                 | 4 giugno 1988     |                 |
| 17 | Hero Today, Gone Tomorrow |                 | 25 giugno 1988    |                 |
| 18 | Dutiful Dreamer           |                 | 9 luglio 1988     |                 |
| 19 | Berkling Up Is Hard to Do |                 | 16 luglio 1988    |                 |
| 20 | Runaround Charles         |                 | 23 luglio 1988    |                 |
| 21 | Where the Auction Is      |                 | 30 luglio 1988    |                 |
| 22 | The Boy Who Loved Women   |                 | 17 settembre 1988 |                 |
| 23 | The Blackboard Bungle     |                 | 1º ottobre 1988   |                 |
| 24 | The Heart Burglar         |                 | 29 ottobre 1988   |                 |
| 25 | May the Best Man Lose     |                 | 12 novembre 1988  |                 |
| 26 | Barbelles                 |                 | 26 novembre 1988  |                 |